# Cartographie d'information
 (mars 2017).
Si vous disposez d'ouvrages ou d'articles de référence ou si vous connaissez des sites web de qualité traitant du thème abordé ici, merci de compléter l'article en donnant les références utiles à sa vérifiabilité et en les liant à la section « Notes et références ».
La cartographie d'information est une discipline qui trouve ses fondamentaux dans une pluralité de connaissances à la croisée de la gestion des connaissances, de la sémiologie graphique et des sciences cognitives. Elle fait appel à une grande variété de concepts issus de domaines et sous domaines parfois très spécialisés.
Ce sont des outils privilégiés d'exploration et d'analyse de la complexité et des espaces de représentation (dimensions des données, réduction, projection/spatialisation),.
Les cartes d'informations diffèrent des cartes géographiques, des cartes ou schémas heuristiques, des cartes éditoriales ou infographies, des cartes d'investigation et s'apparentent aux graphes, aux cartes sémantiques et dynamiques.

## Modèles de représentation
Toutes les cartographies sémantiques peuvent être décrites simplement à l'aide des critères suivants :

### Formes de réseau
Cartographie polaire ou centrée : une information centrale et les autres autour.
Elle est utile pour se concentrer sur un détail et explorer les données de proches en proches.
Cartographie équipolaire : toutes les informations sont au même niveau.
Elle est utile pour obtenir une vue d'ensemble.

### Présentation des liens
Points reliés par des traits (pratique pour représenter de petits réseaux).
Topographie (conseillée pour les réseaux plus importants, évite la représentation en sac de nœuds).
Nuages de points (pour les très grandes masses d'informations pour lesquelles la représentation des liens ou l'étiquetage surchargerait l'écran).
Ensembles: surfaces ou volumes(souvent utilisée pour représenter une information hiérarchisée, comme des dossiers imbriqués).

### Structure de l'information
- hiérarchie / arbres déguisés / cercles imbriqués
- réseau complexe (liens transversaux)
- Représentation de l'espace
- Linéaire / en cercle / en 2D / en 3D

### Evolutivité
- statique : les objets sont placés au départ sur un fond de carte fixe
- dynamique : la carte entière est construite pour chaque requête

### Formes connues
Nous allons essayer de décrire chaque type de cartographie à partir des critères ci-dessus, en s'appuyant sur des exemples et en en donnant les points forts pour certaines applications.

#### Cartographie sémantique statique pseudo géographique
Il s'agit d'une forme qui ressemble à la carte géographique que nous connaissons (réseau routier, plan de ville), mais qui représente en fait des régions thématiques.
- Points forts : intuitivité puisque l'on se rapproche d'outils connus, qualité de la représentation puisque l'on peut dessiner la carte à la main
- Points faibles : cette cartographie est statique, on peut simplement masquer ou mettre en évidence certains objets en fonction d'une recherche

Exemple 3D : bibliothèque virtuelle 
Exemple 2D : outils de SIG détournés de leur utilisation première

#### Les réseaux topographiques
- Points forts : les liens ne sont pas représentés en permanence, la topographie montre juste les grandes familles ou des liens particuliers isolés, ce qui permet de mettre plus d'objets à l'écran que pour les réseaux de liens classiques
- Points faibles : pour de petits réseaux peu reliés, la carte est moins lisible qu'avec le réseau de liens classique.

ex : MicroPat, WebMap

#### Les arbres et arborescences
Les arbres hyperboliques
- Points forts : la déformation progressive de l'arbre permet d'obtenir une bonne lisibilité autour du point que l'on est en train de consulter.
- Points faibles : cette même déformation peut nous faire perdre nos repères visuels. De plus, les liens transversaux ne sont jamais représentés ce qui limite la représentation à un système de classement en dossiers et sous-dossiers.

ex : Schmuhl, Xebece, Lombardo, UMap

#### Les surfaces imbriquées
Il s'agit de représenter une arborescence sous forme de carrés ou de cercles imbriqués.
- Points forts : couplés à des filtres qui permettent de masquer certaines données en temps réel, ces systèmes de navigation permettent de se déplacer rapidement dans le plan de classement
- Points faibles : les liens transversaux ne sont pas représentés, il s'agit simplement d'une autre façon de représenter un arbre de données. Par ailleurs, on peut représenter moins de niveaux que dans un arbre hyperbolique.

ex : Grokker, SequoiaView, Zoom

#### La cartographie circulaire
- Points forts : le parcours logique des résultats autour du cercle permet de ne pas se perdre dans la consultation, l'utilisateur retrouve un sens de lecture comme dans une liste classique
- Points faibles : la contrainte du cercle limite rapidement l'affichage de liens au centre ou à l'extérieur du cercle. Au delà d'un certain seuil, le graphe devient trop complexe.

#### Les réseaux orientés
Dans ce type de représentation, le sens des liens importe et ils sont souvent représentés par des flèches

#### Les réseaux de liens
Il s'agit de représenter un ensemble d'objets reliés par des liens, autrement dit un réseau complexe.
- Points forts : cette représentation n'est pas limitée aux formes arborescentes, elle permet de voir les liens transversaux.
- Points faibles : lorsque le nombre de liens est trop important, la carte ressemble vite a une toile d'araignée et devient inexploitable

#### Les réseaux centrés
- Points forts : ils permettent de naviguer dans les données de proches en proches
- Points faibles : le centrage limite la lisibilité de la représentation pour des réseaux complexes (liens transversaux), il faut souvent se contenter d'une représentation en étoile